# パオロ・カゾーリ
パオロ・カゾーリ（Paolo Casoli、1965年8月18日 - ）は、イタリア・カステルノーヴォ・ネ・モンティ出身の元モーターサイクル・ロードレースライダー。

## 経歴
1984年のイタリアGPよりロードレース世界選手権125ccからスポット参戦し、1986年よりフル参戦を開始。1987年ポルトガルGPでの初優勝を含む表彰台5回、61ポイントでランキング3位を獲得。1994年から1996年までスーパーバイク世界選手権に参戦し、1997年にスーパースポーツワールドシリーズ（後のスーパースポーツ世界選手権）で3勝を挙げ初代チャンピオンを獲得。2002年シーズン終了後のテストで負傷し、ロードレースから引退した。